# Сабік
Сабі́к (рос. Сабик) — селище у складі Шалинського міського округу Свердловської області.
Населення — 591 особа (2010, 620 у 2002).
Національний склад станом на 2002 рік: росіяни — 78 %.